# ラ・ロシェル包囲戦
ラ・ロシェル包囲戦（フランス語：Le Siège de La RochelleまたはLe Grand Siège de La Rochelle）は、フランス国王ルイ13世とユグノー（フランスのプロテスタント）との内戦においてフランス西部のラ・ロシェルで1627年から1628年に行われた戦いである。この包囲戦はフランスのカトリックとプロテスタントとの対立の結果引き起こされ、ルイ13世とカトリックの勝利に終わった。

## 背景

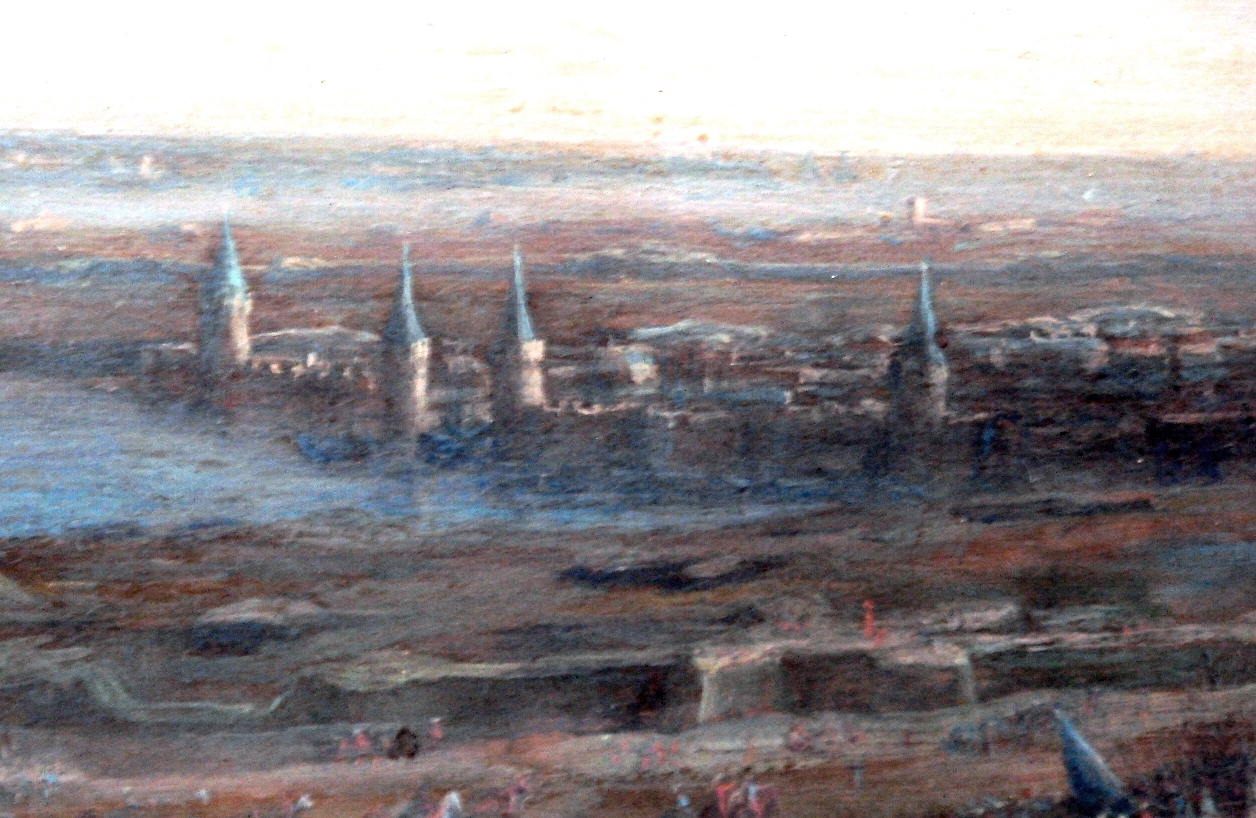
包囲戦当時のラ・ロシェル。クロード・ロラン画。ルーヴル美術館蔵

ユグノー戦争の結果、アンリ4世が発したナント勅令によって、ユグノー（フランスのプロテスタント）には多くの特権が与えられた。ラ・ロシェルはユグノーの自治のもとで彼らの本拠地となった。この地はユグノーの海上勢力の中心であり、中央政府に対する抵抗の拠点ともなっていた。
1610年にアンリ4世が暗殺され、母后マリー・ド・メディシスの摂政の元でルイ13世が即位すると親カトリック政策に回帰し、プロテスタントの立場は弱まった。この為、ロアン公アンリとその弟のスービーズ公はプロテスタントの抵抗勢力を組織し始め、1621年にユグノーの反乱を引き起こした。ルイ13世はサン＝ジャン＝ダンジェリを包囲して陥落させ、ラ・ロシェルの封鎖を図ったが、戦況は膠着しモンペリエ協定が結ばれて終わった。
1625年、ロアン公とスービーズ公は再び武装蜂起を起こすが、国王軍によってラ・ロシェル沖合にあるレ島を攻略されてしまう。これらの出来事の後、ルイ13世はユグノーの制圧を望み、宰相リシュリュー枢機卿はユグノー鎮圧こそが王国の最優先課題であると宣言する。

## イギリスの介入

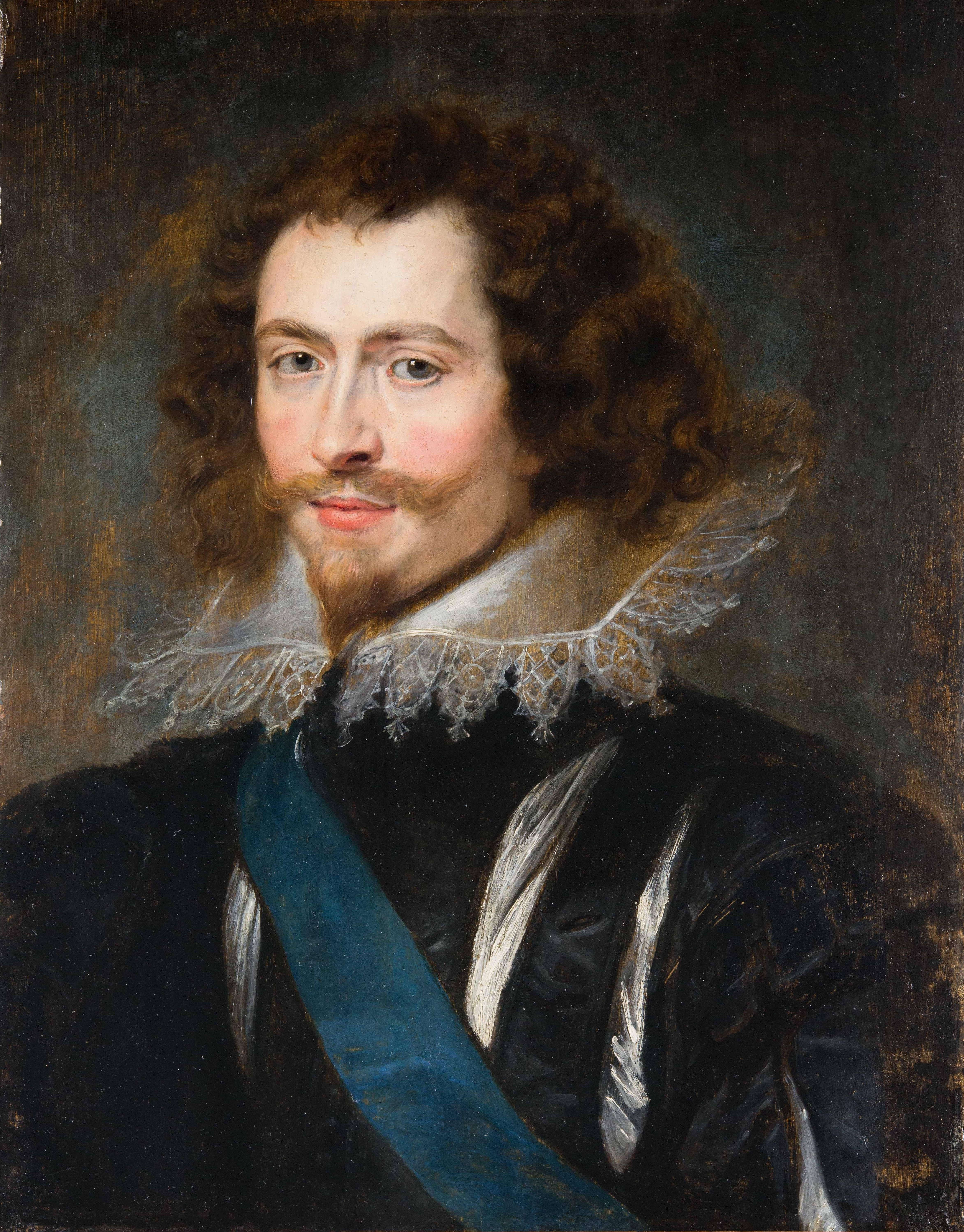
包囲されたユグノーの救援を図ったバッキンガム公ジョージ・ヴィリアーズ。

英仏の紛争は1624年にイングランドがハプスブルク家と対抗すべくフランスとの同盟を試みたものの失敗したために引き起こされた。1626年、リシュリュー枢機卿はスペインとの秘密講和を締結、これによりイングランド王妃ヘンリエッタ・マリア・オブ・フランスの実家であるブルボン家との紛争が起きてしまう。このこと以上に、フランスはイギリスを国益を害する存在であると確信し、海軍力を増強していたのである。
1626年6月、ウォルター・モンタギューがフランスに渡り不平貴族と接触してフランス国内での反乱を謀る。計画では反乱を支援するためにイギリス艦隊を派遣し、ロアン公とスービーズ公がこれに呼応して新たな反乱を起こすことになっていた。

### 第一次ラ・ロシェル派遣軍
イギリス王チャールズ1世は寵臣バッキンガム公ジョージ・ヴィリアーズ率いる80隻の艦隊をラ・ロシェルの反乱軍を支援すべく派遣した。1627年6月、バッキンガム公はラ・ロシェルへの連絡路を確保して町を支援すべく6000人の部隊を沖合にあるレ島へ上陸させる。（英仏戦争）
当初、ラ・ロシェルは国王との戦争になることを恐れてバッキンガム公との同盟宣言を断り、艦隊の入港を拒んだものの、9月に国王軍との衝突が起きたため同盟を明らかにしている。
レ島はプロテスタントの拠点の一つであったが、国王に対する反乱には加わっていなかった。バッキンガム公は島の中心都市サン・マルタン・ド・レを包囲したが、町は3ヵ月に渡って頑強に抵抗した。国王軍の小型船舶がイギリス艦隊の封鎖を潜り抜けて町への補給を行った。バッキンガム公は資金と支援が尽き、更に疫病が彼の軍隊を弱めてしまう。バッキンガム公はサン・マルタン・ド・レに最後の攻撃を仕掛けるが、甚大な損害を受けて撃退され艦隊は撤退した。（サン・マルタン・ド・レ包囲戦）

## 包囲戦

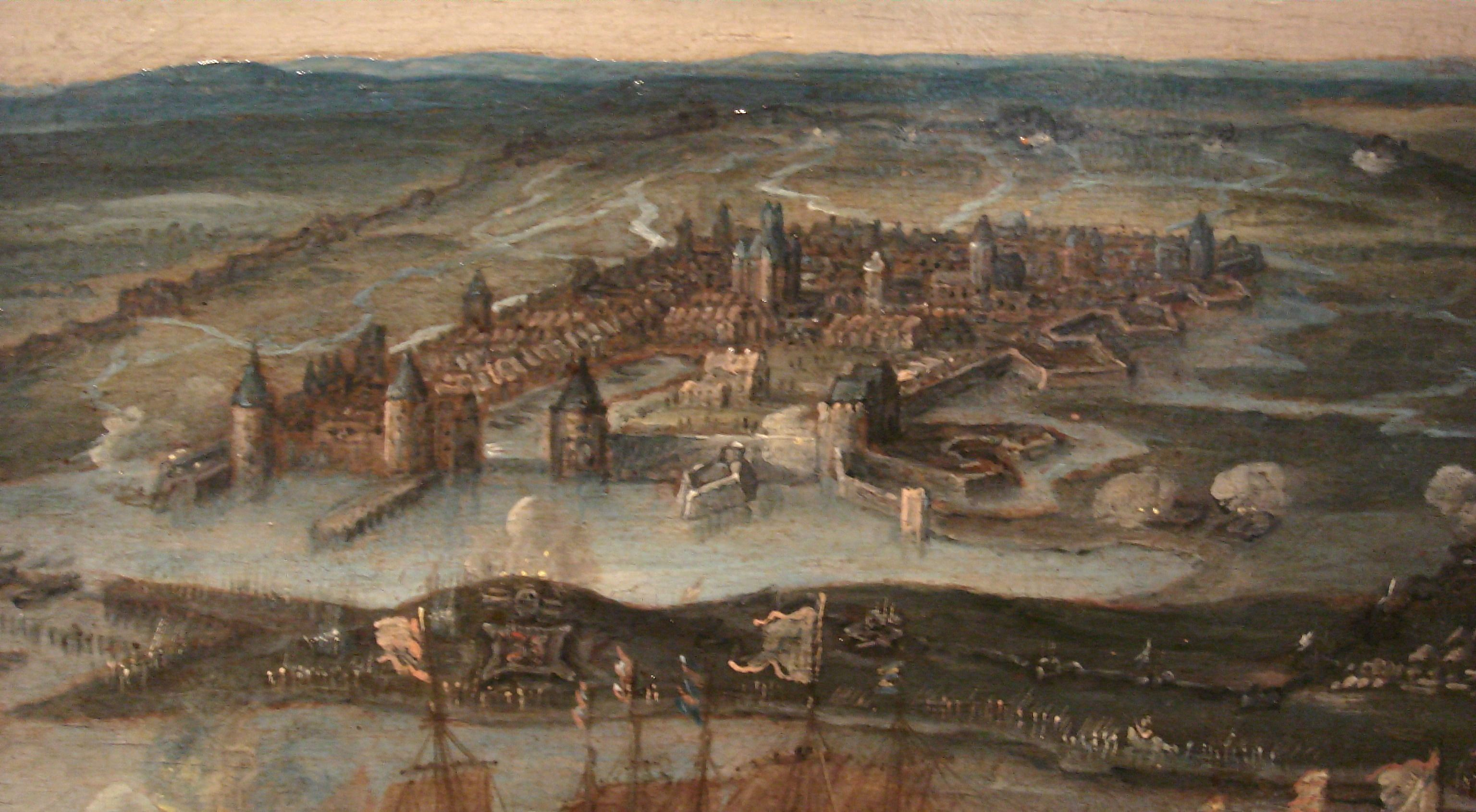
ラ・ロシェル

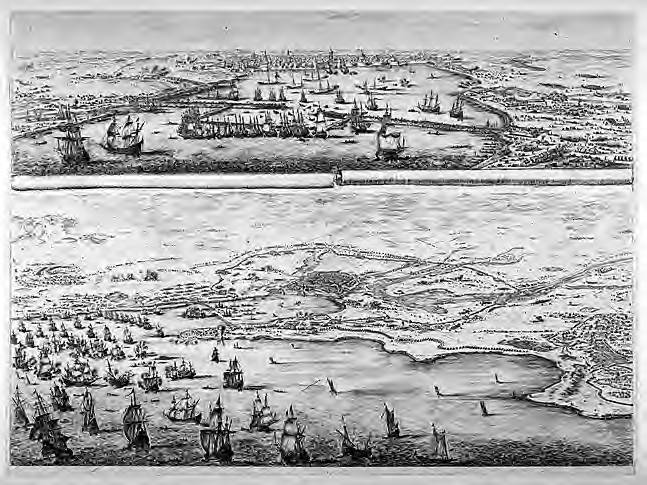
ラ・ロシェル包囲（地図）。ステファノ・デッラ・ベッラ画、1641年

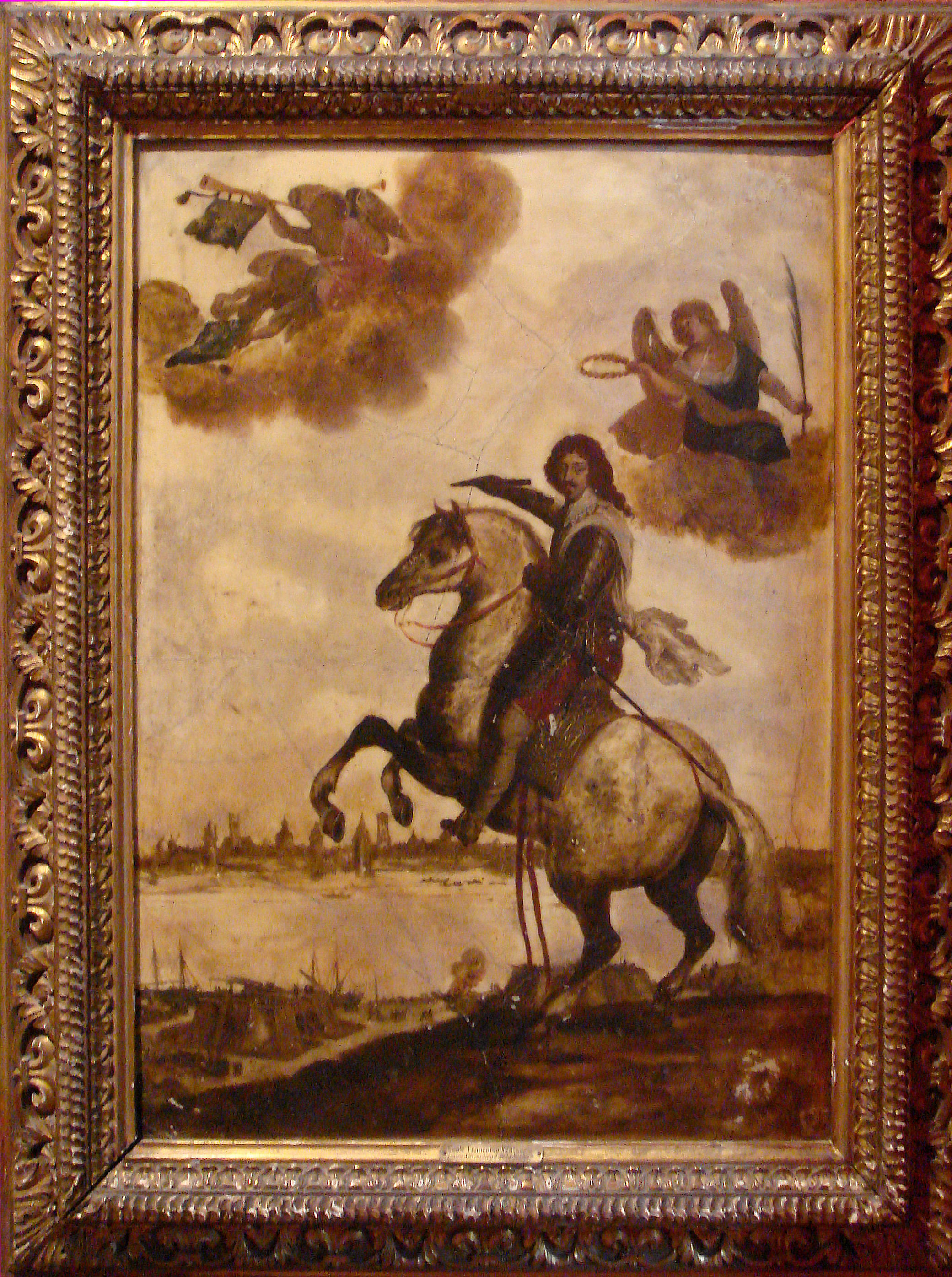
ラ・ロシェル包囲戦におけるルイ13世。

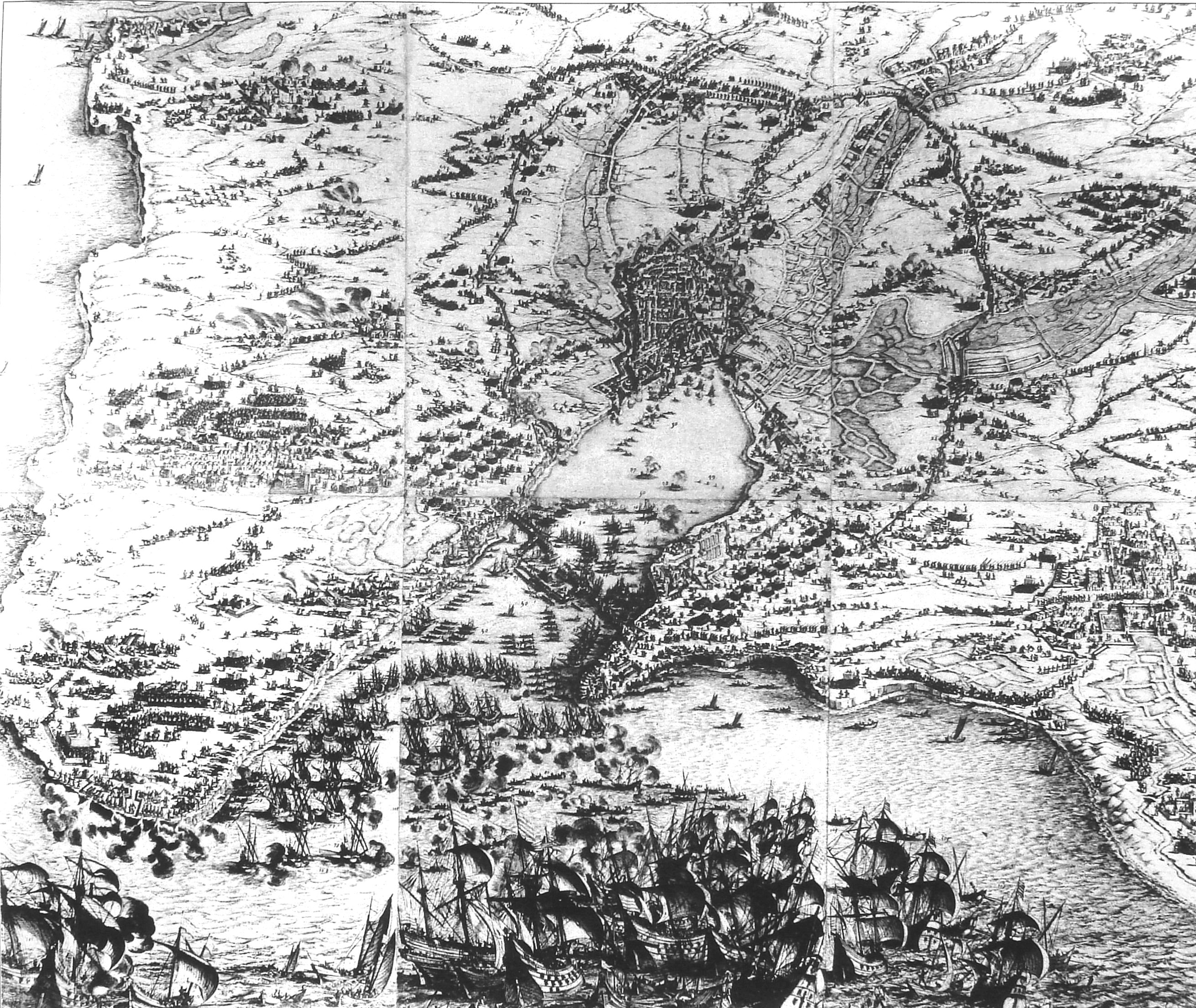
国王軍の陣地群と軍隊に包囲されたラ・ロシェル。ジャック・カロ画。1630年

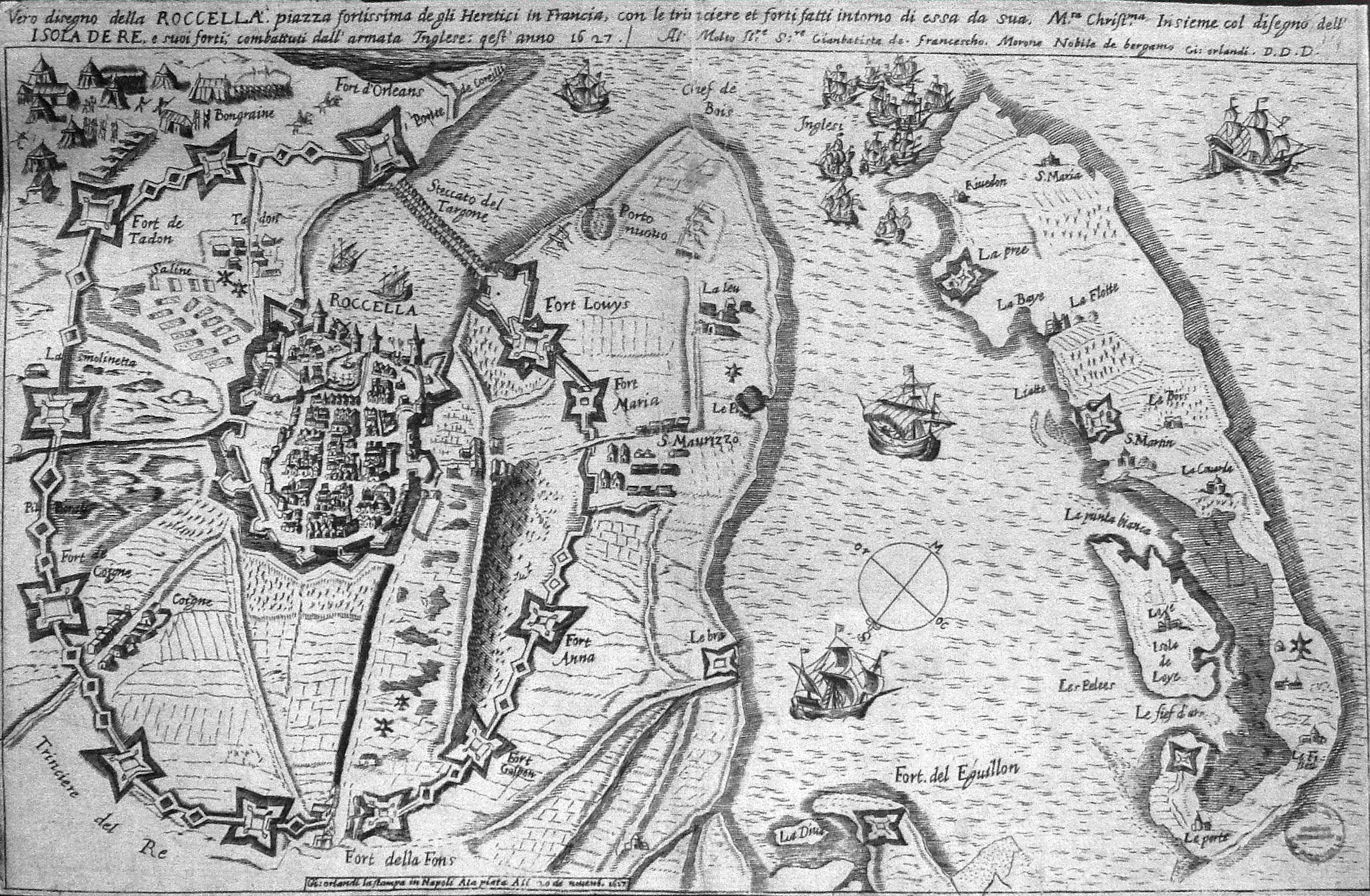
ラ・ロシェルとレ島。G・オルランディ画。1627年

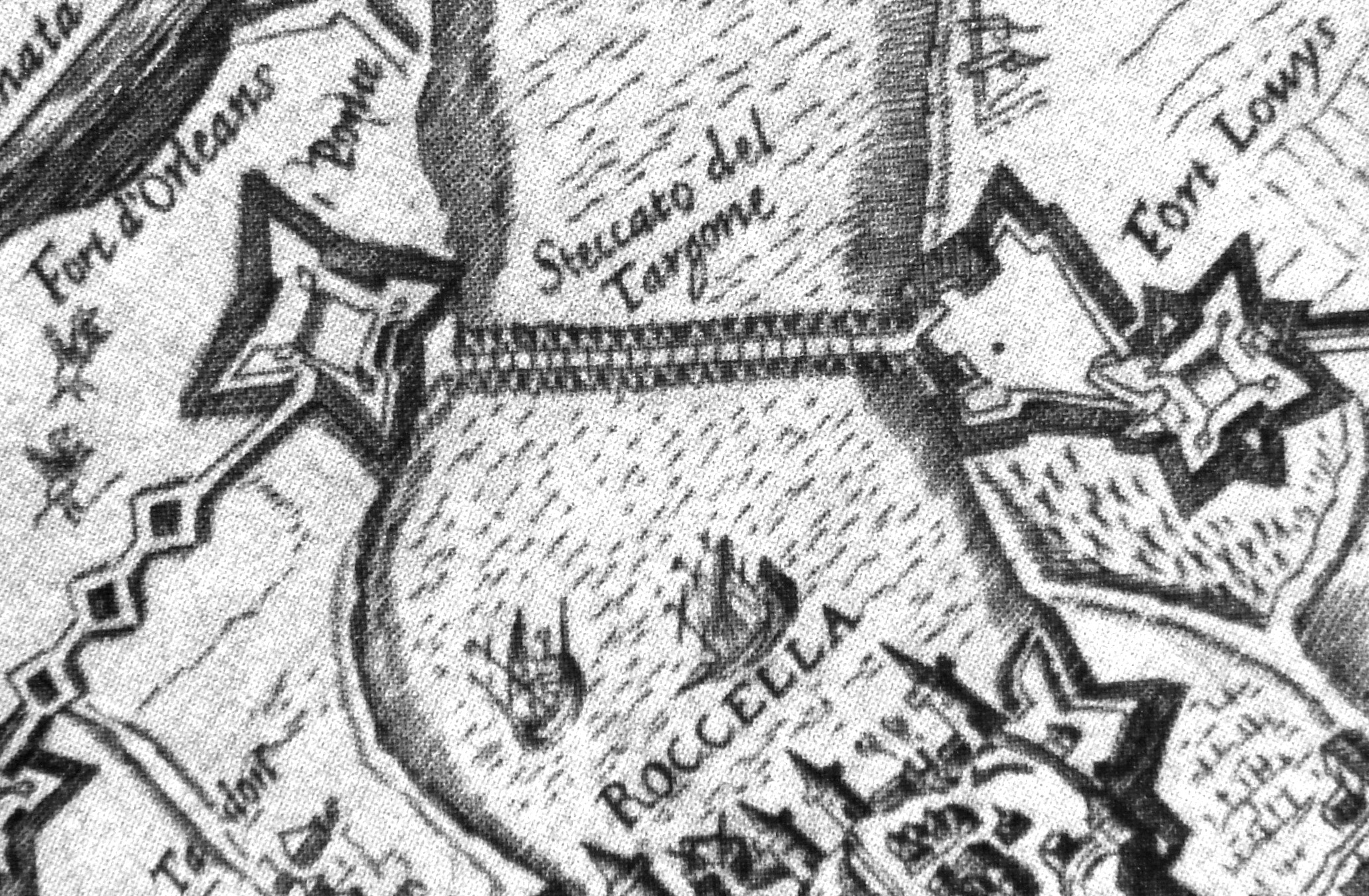
ポンペイウス・タラゴンが構築した第一の堤防。1627年

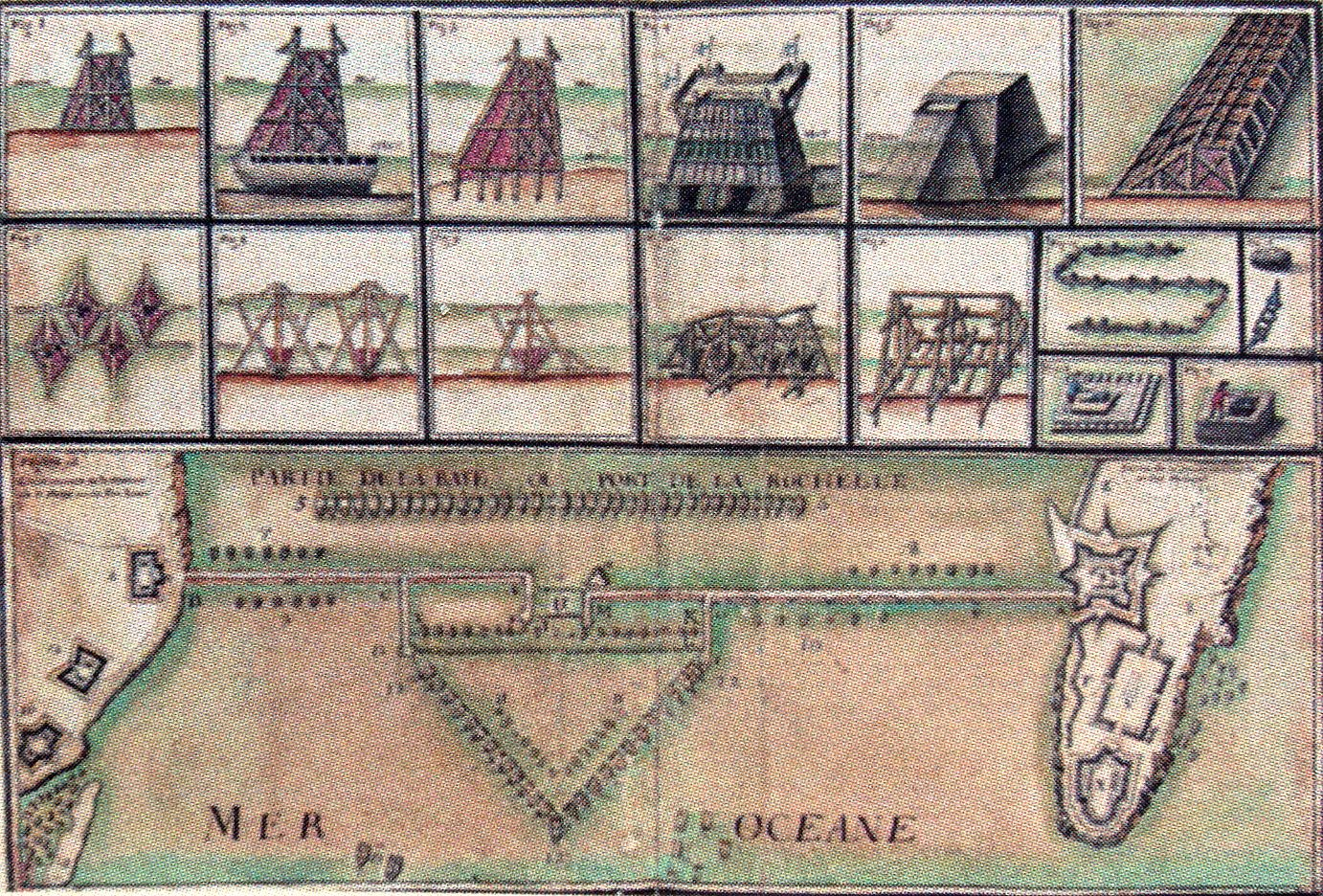
クレメント・メトゾーが設計した第二の堤防。

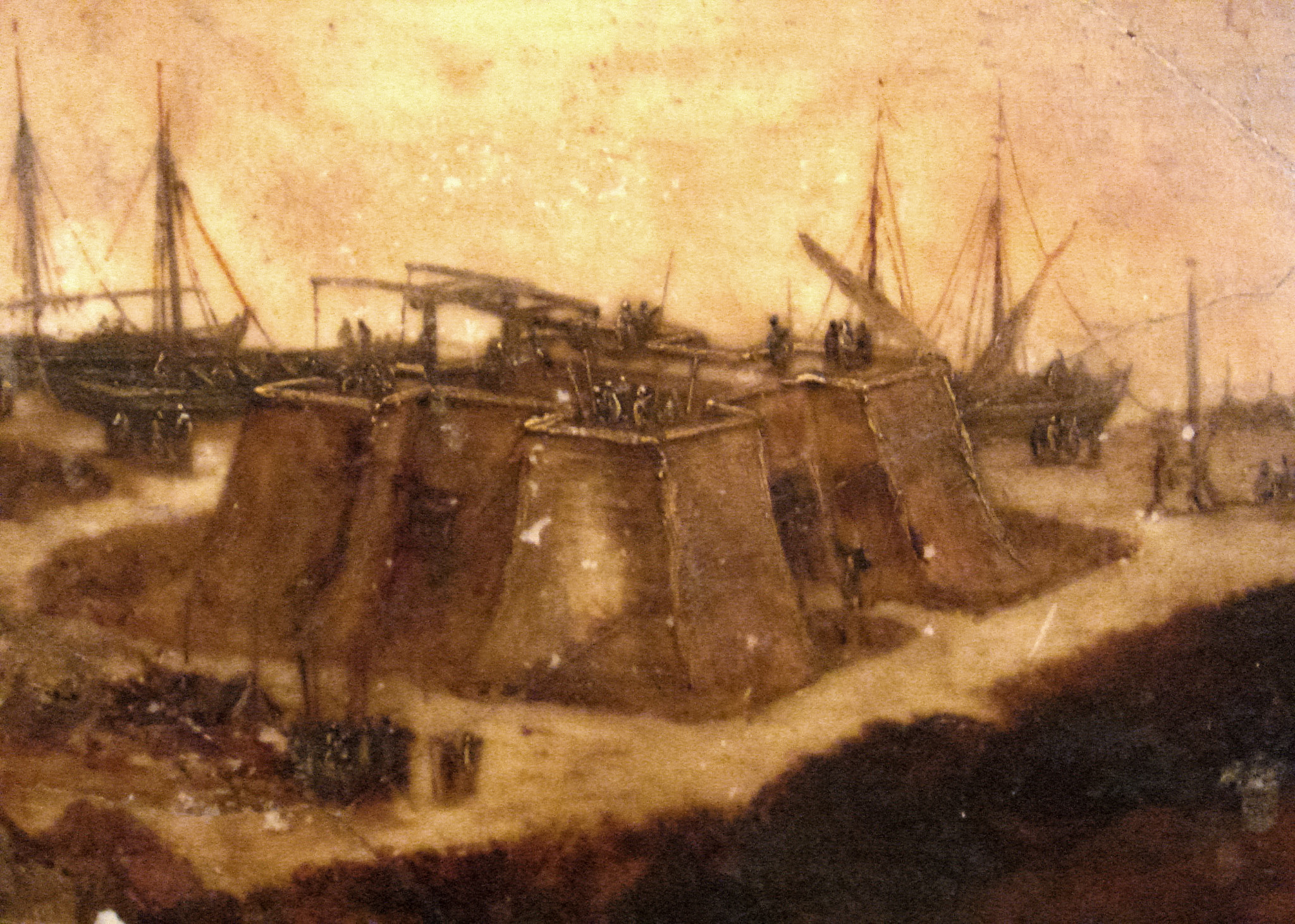
レ・ミニム地区に構築された国王軍の陣地

### 開戦と包囲陣地群の構築
一方、国王軍はアングレーム公シャルル率いる兵7000、騎兵600、砲24門の兵力をもって1627年8月からラ・ロシェルの包囲を開始した。国王軍はボングレーヌ（現在のレ・ミニム）とルイ砦を増強する。
1627年9月10日、ラ・ロシェルからルイ砦に対する最初の一弾が放たれ、第三次ユグノーの反乱が始まった。ラ・ロシェルはユグノー側の最大の都市であり、抵抗の本拠地であった。包囲軍はリシュリュー枢機卿が総司令官となった。
戦闘状態に突入すると国王軍の工兵部隊は延長12kmに砦11箇所、堡塁18箇所による包囲線を構築して町を孤立させた。包囲陣地群は1628年4月に完成して、兵3000が配置された。
国王軍はまた工夫4000を使って長さ1400mの堤防を構築して、町と海上との交通を絶った。海路からラ・ロシェルへの補給を防ぐ目的のこの海峡封鎖作戦はイタリア人の技術者ポンペイウス・タラゴンの発案によるものであったが、この構築物は1627年11月に冬の悪天候のため破壊されてしまい、国王軍の建築家クレメント・メトゾーによって新たな堤防が建設され、第二の堤防は瓦礫を満載して沈めた船を基盤にして作られた。町へ補給をしようとするイギリス艦隊に対しては国王軍の砲兵隊が攻撃した。
ロアン公がラ・ロシェルを救うべく南フランスでの反乱を図るが失敗に終わっている。1628年2月までは何隻かの船が建設中の堤防を突破できたが、3月以降は不可能となってしまう。町は完全に封鎖され、イギリス艦隊が唯一の望みとなった。

### 国王に対するオランダとスペインの支援
カトリック国のフランスはプロテスタントのラ・ロシェルを制圧するために同じプロテスタントのアムステルダム市から船舶を借り受けていた。このためプロテスタントのオランダの船上でフランス兵たちがローマ・カトリックの説教を受けることが許されるか否かアムステルダム市議会で論議となった。論議の結果は許されないことになった。オランダ船はフランス兵をラ・ロシェルへ輸送した。フランスはハプスブルク家と敵対するオランダの同盟国であった。
スペインはラ・ロシェル包囲戦の機会を利用して、共通の敵であるイギリス、ユグノーそしてオランダと対するべくフランスとの同盟締結に動いた。リシュリューはスペインの援助を受け入れ、スペインは戦略的支援の証として30〜40隻の艦隊をカディスから出航させモルビアン湾へ送り、スペイン艦隊はバッキンガム公のレ島撤退から3週間後に到着した。スペイン艦隊はラ・ロシェル沖合に投錨したが、結局ラ・ロシェルとの交戦はなかった。

### 陥落
イギリスはラ・ロシェルを救援すべく更に2度に渡り艦隊を派遣している。
デンビー伯爵ウィリアム・フィールディング率いる艦隊が1628年4月に出発したが、交戦することなくポーツマスに帰還した（第二次ラ・ロシェル派遣軍）。デンビー伯については「彼は国王の船を戦闘で危険にさらす権限を与えられておらず、不面目にもポーツマスへ帰港した」と述べてられている。
リンジー伯爵ロバート・バーティー率いる軍艦29隻、商船31隻からなる艦隊が、1628年8月に出発した（第三次ラ・ロシェル派遣軍）。9月にイギリス艦隊はラ・ロシェルの救援のため、国王軍陣地への砲撃の後に堤防の突破を試みたが失敗に終わり撤退している。絶望したラ・ロシェルは10月28日に降伏した。

## 戦後

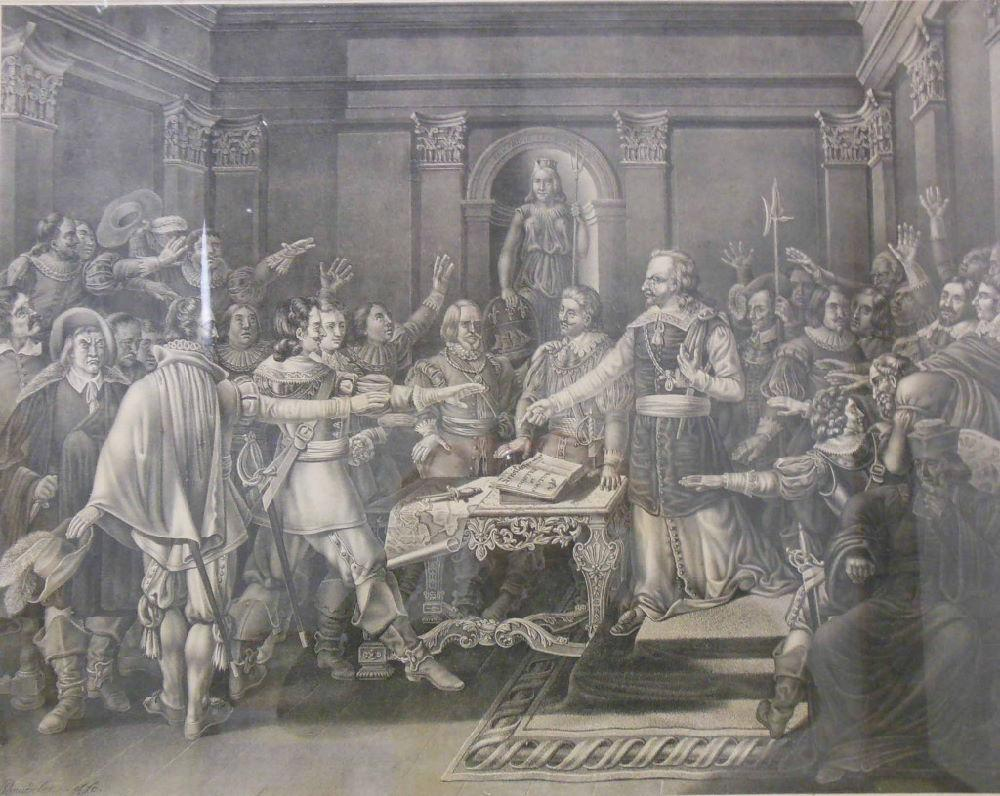
ラ・ロシェルを死ぬまで守ること誓うジャン・ギトン市長と守備兵たち。

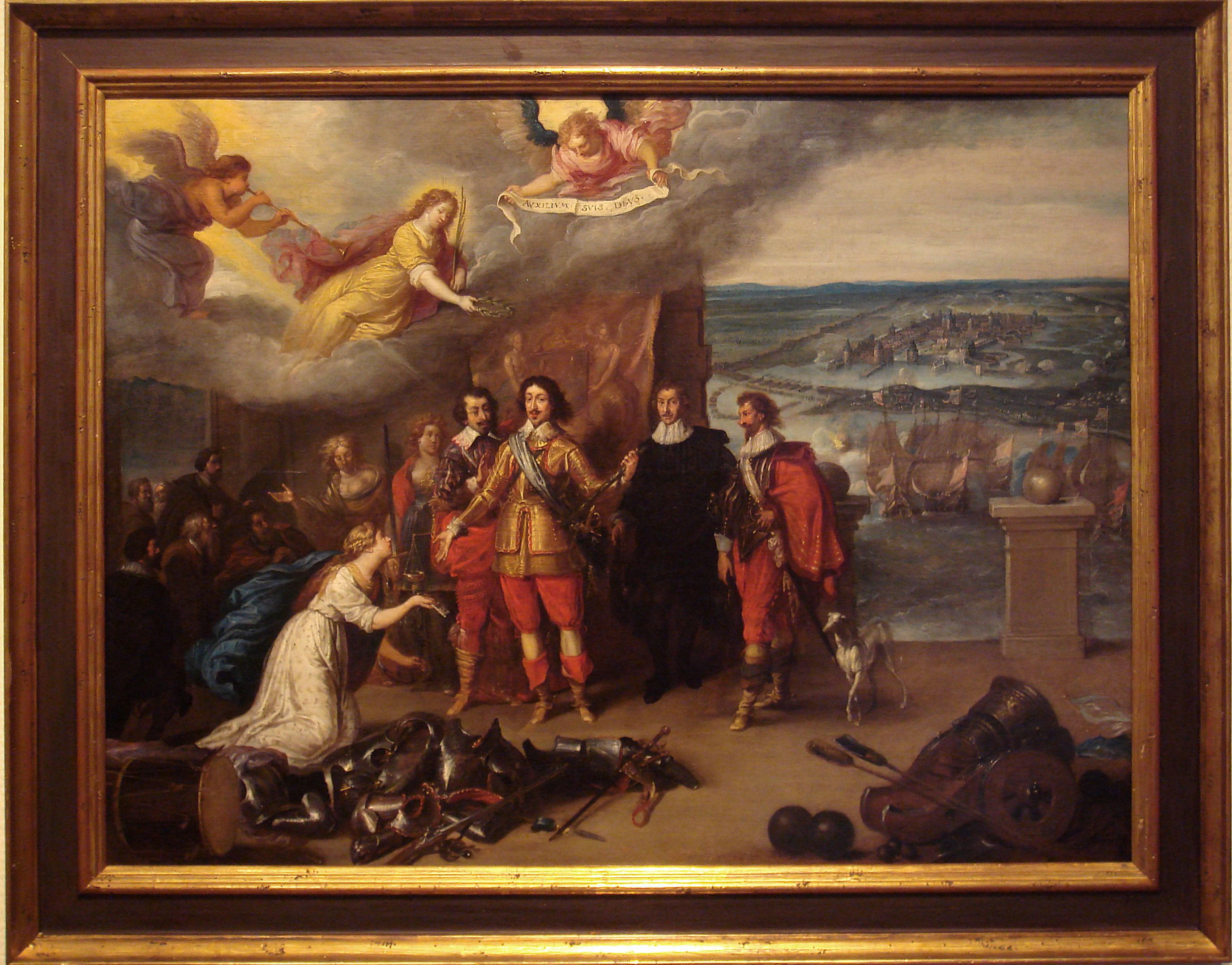
『ラ・ロシェルの降伏』。17世紀作

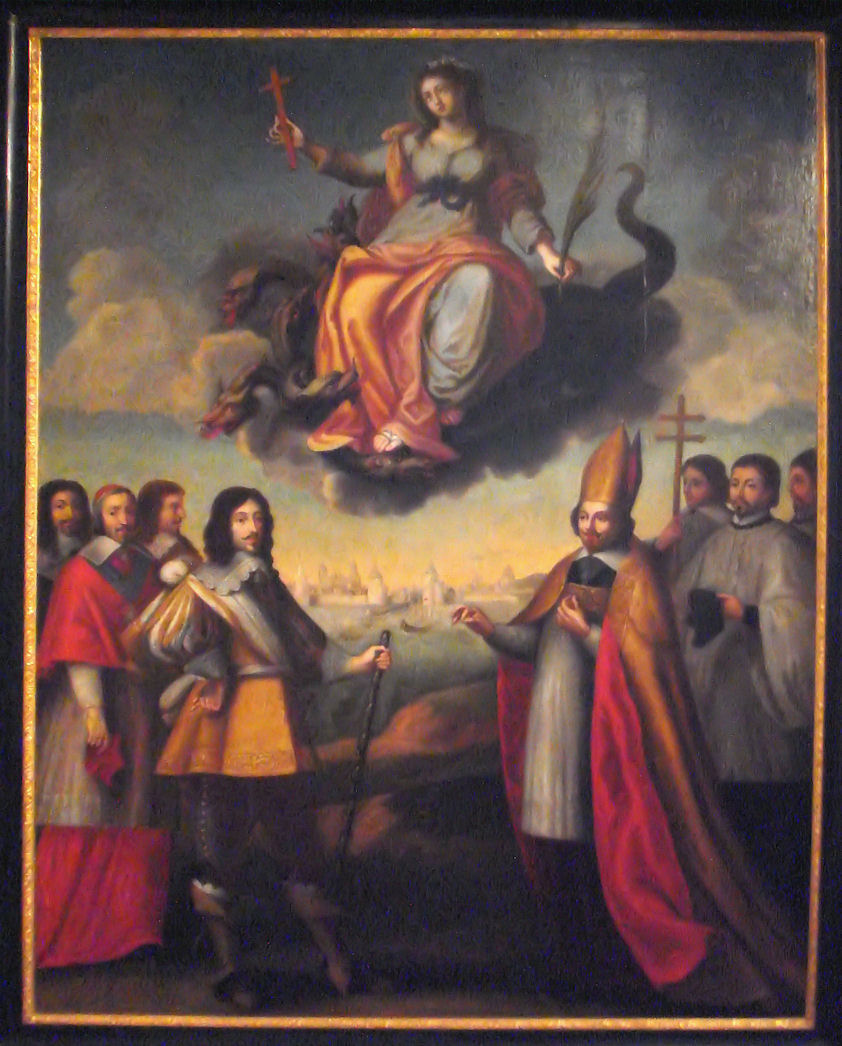
ラ・ロシェルに入城するルイ13世

ラ・ロシェルの市民はイギリスからの救援が次第に絶望的になっていく中、ジャン・ギトン市長の下で14ヶ月間抵抗を続けた。包囲戦の戦闘と飢餓と疫病によって、ラ・ロシェルの人口は2万7000人から5000人に減少している。
降伏は無条件であり、アレス和議によりユグノーは地域的、政治的そして軍事的諸特権を失ったものの、ナント勅令によって許された信仰の自由だけは残された。だが、彼らは国王の慈悲の下に残されただけであり、ルイ14世がナント勅令を撤廃して弾圧を始めた時には抵抗する術はなかった。
宗教的な側面の他にラ・ロシェル包囲戦の結果は国王がフランス全土を掌握して、地方の抵抗を許容しない強力な中央政府をつくる画期となった。直接的な影響としては、この戦いは絶対王政の確立の顕在化であるが、現在に続くフランスの国体への長期的な影響もある。
フランスの哲学者ルネ・デカルトが1627年に包囲中の戦場を訪れたことが知られている。
この包囲戦はジャック・カロなど数多くの画家によって描かれている。
また、ラ・ロシェル包囲戦はアレクサンドル・デュマ・ペールの『三銃士』の歴史的背景ともなっている。

### 鳥瞰図（ジャック・カロ画）

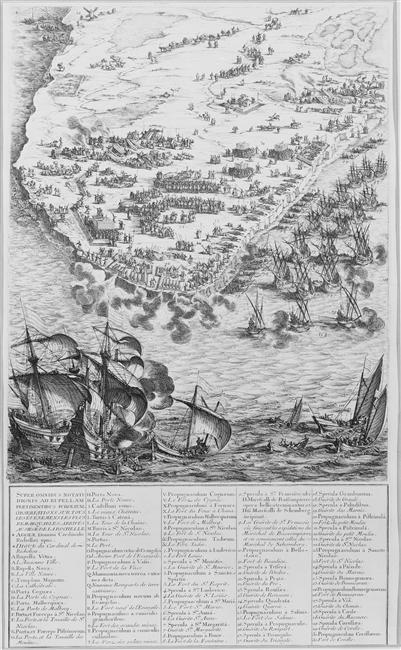
図版1:ラ・ロシェル包囲戦
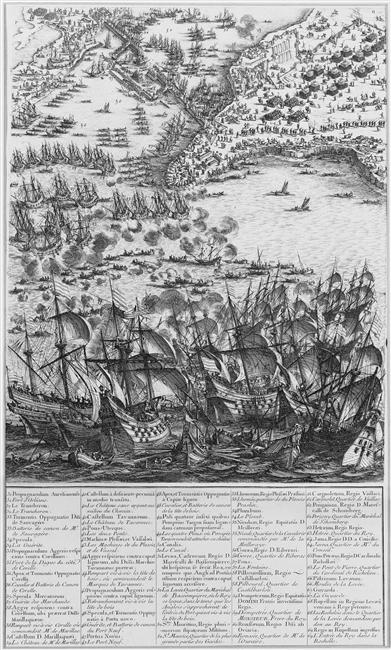
図版2:堤防とレ・ミニム
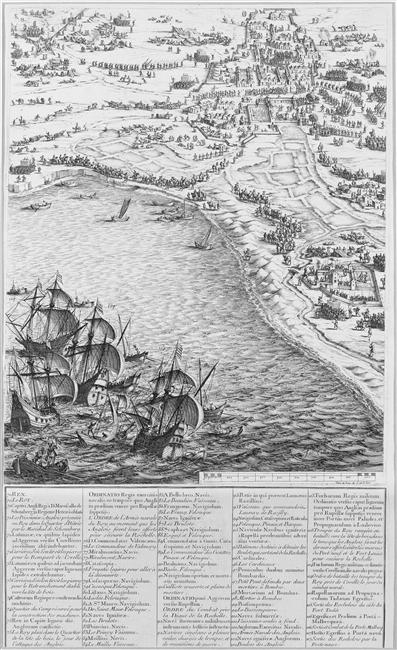
図版3:エトレ（ラ・ロシェル南方近郊）

### 地図（ジャック・カロ画）

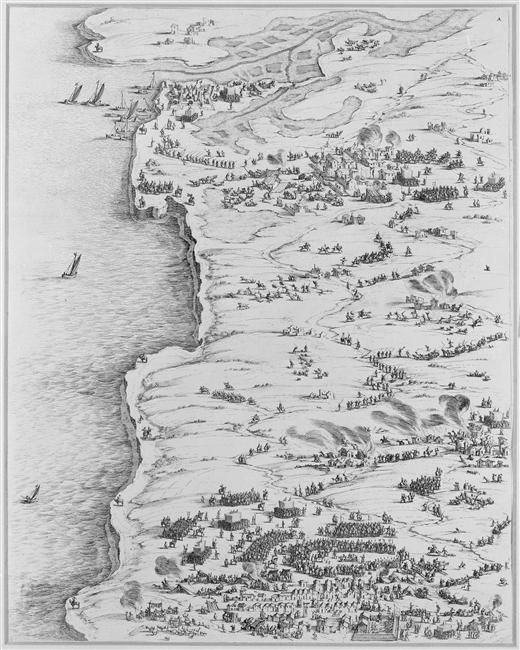
図版4: ラ・パリス地区とラルー地区
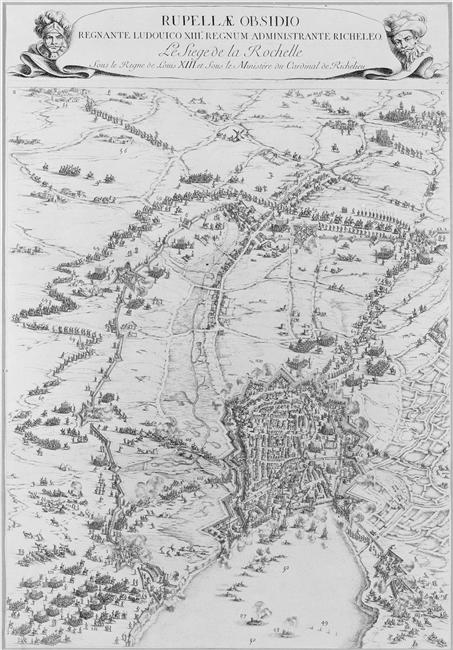
図版5: ラ・ロシェル周辺の概観
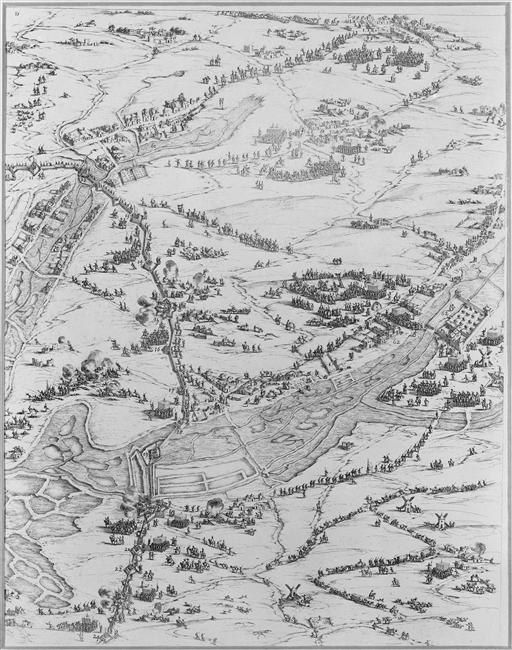
図版6

### その他

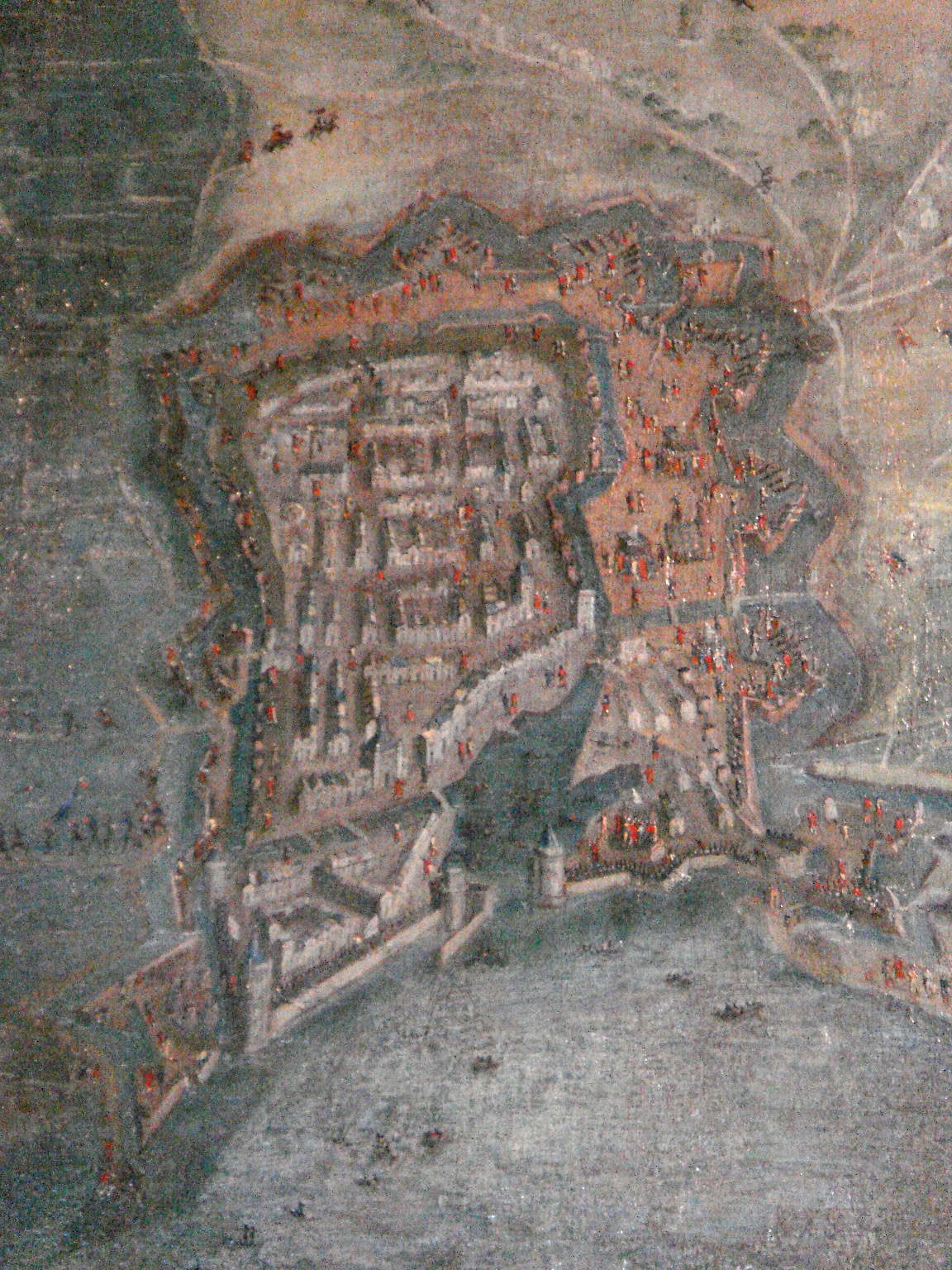
ラ・ロシェル市と包囲する陣地群。作者不明。17世紀。ヴェルサイユ蔵
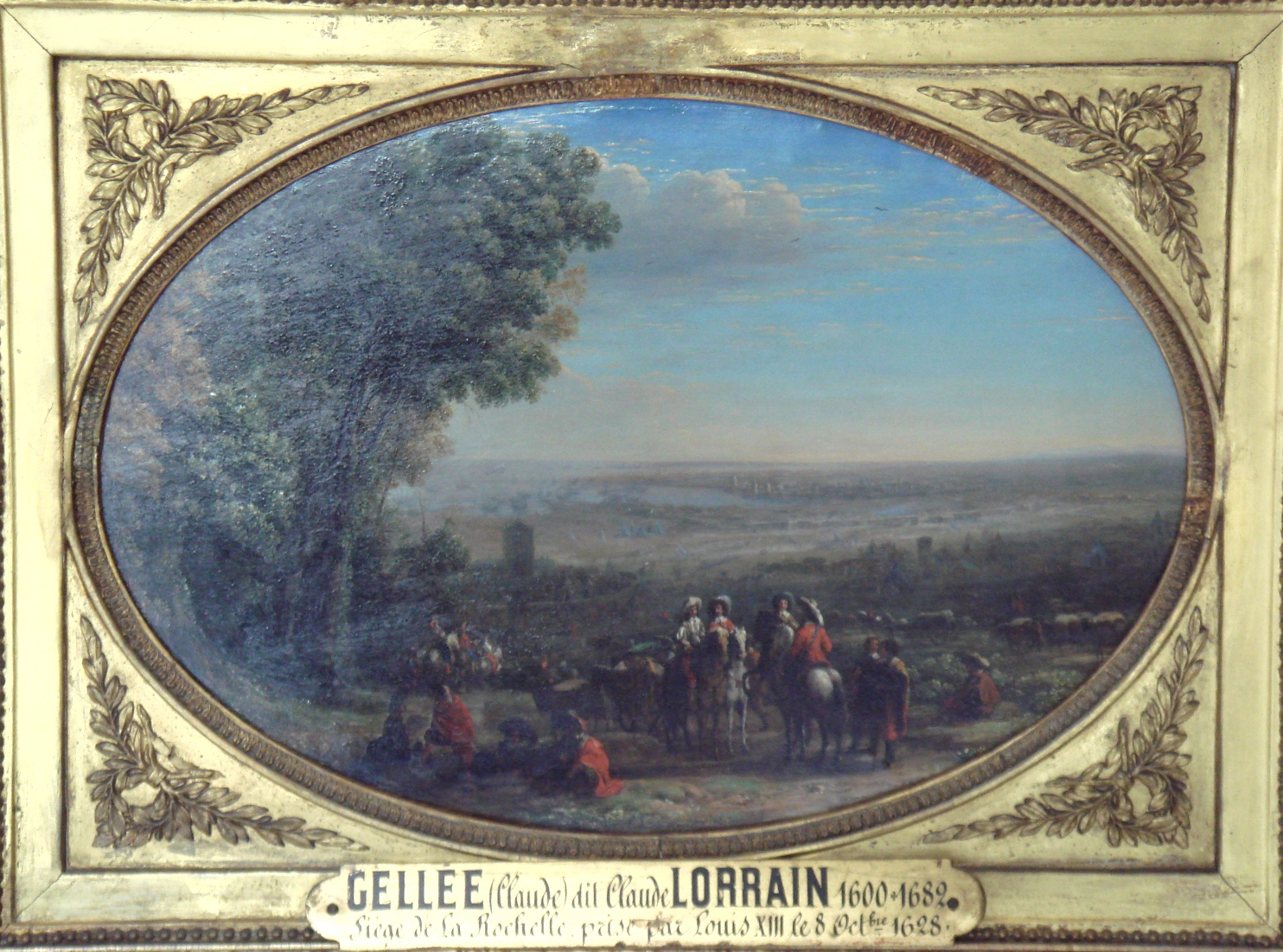
『ラ・ロシェル包囲戦』クロード・ロラン画。ルーヴル美術館蔵
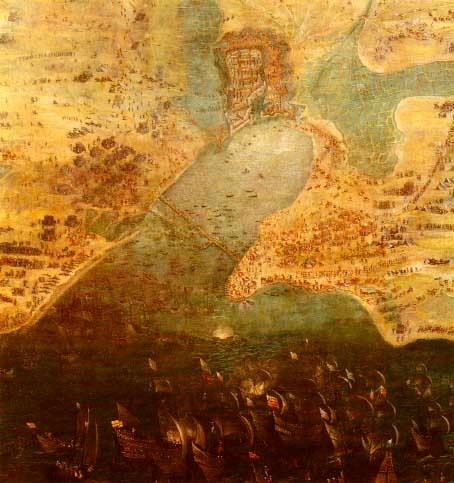
リンジー伯率いるイギリス艦隊の接近、ジャック・カロ画